# 알렉세이 폴루얀
알렉세이 폴루얀(Aleksei Poluyan, 1965년 4월 4일 ~ 2010년 1월 8일)은 러시아의 배우이다.
상트페테르부르크에서 태어났으며 로데이노예폴레에서 사망하였다. 사인은 췌장염이다. 

## 영화
- 시베리아 횡단열차 : 대탈주  (2010년)
- 야 (2009년)
- 베를린의 여인 (2008년)
- 카고 200 (2007년)
- 더 가드 (1990년)